# Ben Blair (film)
Ben Blair è un film muto del 1916 diretto da William Desmond Taylor.

## Trama
Una giovane donna abbandona il marito, un allevatore, e con il figlio Ben va a vivere con Tom Blair, un ubriacone. Tom alleva il ragazzo come fosse figlio suo, ma ne uccide la madre e Ben torna allora dal padre naturale. Qui, conosce e si innamora di Florence Winthrop. Quando Ben vendica la morte della madre uccidendo Tom, perde Florence, che decide di partire per andare a vivere nell'Est.
Ben la segue e, quando scopre che la ragazza si è fidanzata, la pone davanti a un ultimatum: se non lascia l'altro, lui ucciderà il rivale. Torna da lei per avere la sua risposta: Florence si rende conto che è lui l'uomo di cui è innamorata e accetta di tornare con Ben nel West.

## Produzione
Il film fu prodotto dalla Pallas Pictures.

## Distribuzione
Distribuito dalla Famous Players-Lasky Corporation e dalla Paramount Pictures, il film uscì nelle sale cinematografiche statunitensi il 9 marzo 1916.
Non si conoscono copie ancora esistenti della pellicola che viene considerata presumibilmente perduta.